# Lallemandana crockeri
Lallemandana crockeri is een halfvleugelig insect uit de familie Aphrophoridae. De wetenschappelijke naam van deze soort is voor het eerst geldig gepubliceerd in 1937 door van Duzee.